# Maria Kurz-Schlechter
Maria Kurz-Schlechter (ur. 6 kwietnia 1959 r.) – austriacka narciarka alpejska. Nie startowała na igrzyskach olimpijskich ani mistrzostwach świata. Jej najlepszym sezonem w Pucharze Świata był sezon 1978/1979, kiedy to zajęła 38. miejsce w klasyfikacji generalnej.

## Sukcesy

### Puchar Świata

#### Miejsca w klasyfikacji generalnej
- 1978/1979 – 38.
- 1979/1980 – 78.

#### Miejsca na podium
1. Meiringen – 19 stycznia 1979 (slalom) – 3. miejsce